# Tillandsia 'Pacific Sunset'
Tillandsia 'Pacific Sunset' es un  cultivar híbrido del género Tillandsia perteneciente a la familia  Bromeliaceae.
Es un híbrido creado en el año 1979 con las especies Tillandsia rothii × Tillandsia  'Rubra'.